# ماثيو باركر (لاعب كريكت)
ماثيو باركر (2 مارس 1990 في المملكة المتحدة - ) (بالإنجليزية: Matthew Parker)‏ هو لاعب كريكت بريطاني. شارك مع منتخب اسكتلندا الوطني للكريكت.

## وصلات خارجية
- ماثيو باركر على موقع إي آس بي آن كريك إنفو (الإنجليزية)